# オマールの壁
『オマールの壁』（アラビア語: عمر）は、ハニ・アブ・アサド監督による2013年のパレスチナのドラマ映画である。第66回カンヌ国際映画祭のある視点で上映され、特別審査員賞を獲得した。同年には第38回トロント国際映画祭でも上映された。第86回アカデミー賞の外国語映画賞にはパレスチナ代表として出品され、本選ノミネートを果たした。他にアジア太平洋映画賞で作品賞を獲得した。

## 物語
パレスチナ自治区。青年オマールは眼前に展開する巨大な壁をよじ登り、幼馴染みのタレク、アムジャドに連絡をとってはイスラエル政府軍に対抗するための武器を調達、射撃訓練を行なっていた。そしてタレクの妹であるナディアとの間に愛を育み、いずれは結ばれる日を誓ってパン屋として稼ぎを貯め込んでいた。
ある日イスラエル兵に侮辱を受け、憤ったオマールは同志とともに先制攻撃に出る。俘虜となっても自白を固く拒む彼らは無罪となるはずだったが、捜査官ラミの策略によりオマールは90年以上の懲役刑を宣告された。ナディアすらも罪に問われることを匂わされたオマールは、ラミとの取り引きを呑み釈放される。その裏で、仲間たちの間には裏切り者の情報が錯綜し、オマールもアムジャドを疑うが、アムジャドはナディアとの間で禁断の関係を持ち、それをラミに脅迫されたと告白する。非道を正そうと三人が揉め合う中、銃の暴発でタレクは絶命した。やむを得ず、オマールはタレクの遺志を偽り、アムジャドとナディアの結婚を認める。
だが2年の時を経て、オマールはアムジャドの嘘を知る。なおも彼の行動を操るラミに、オマールはイスラエル兵を射殺した真犯人を教えるのと引き換えに銃をくれ、と要求する。銃を得たオマールが撃ち抜いたのは、仲間たちを引き裂いた憎むべき男だった。

## キャスト
- オマール： アダム・バクリ（英語版）
- アムジャド：サメール・ビシャラット
- ラミ：ワリード・ズエイター（英語版）
- ナディア：リーム・リューバニ（英語版）
- タレク：エヤド・ホーラーニ

## 製作
監督のハニ・アブ・アサドは1晩で映画のアイデアを思いつき、4時間で物語の構成を書き出し、4日で脚本を書き上げた。撮影は資金調達の1年後の2012年末より始まった。

## 受賞とノミネート
| 映画祭・賞         | 部門                   | 候補                                     | 結果       |
| ------------------ | ---------------------- | ---------------------------------------- | ---------- |
| アカデミー賞       | 外国語映画賞           | 『オマール、最後の選択』                 | ノミネート |
| アジア太平洋映画賞 | 作品賞                 | ハニ・アブ・アサド、ワリード・ズエイター | 受賞       |
| アジア太平洋映画賞 | 主演男優賞             | アダム・バクリ                           | ノミネート |
| カンヌ国際映画祭   | ある視点・特別審査員賞 | ハニ・アブ・アサド                       | 受賞       |
| ドバイ国際映画祭   | ムアー・アラブ監督賞   | ハニ・アブ・アサド                       | 受賞       |
| ドバイ国際映画祭   | ムアー作品賞           | ワリード・ズエイター                     | 受賞       |